# 정윤주 (방송인)
정윤주(1982년 ~ )는 대한민국의 텔레비전 진행자이다.

## 출연작
- KTV 영상기록 시간 속으로